# 가까이 더 가까이
"가까이 더 가까이"는 1986년에 개봉한 대한민국의 영화이다.

## 캐스팅
- 김은주
- 나영희
- 임동진
- 권미나
- 김애경
- 한영숙
- 오영아
- 채은희
- 남수정
- 한동숙
- 김기종
- 이승현
- 오경아
- 엄혜경
- 남포동
- 서영애